# 李天縱
李天縱（英語：Lena Li Tin Chung，1987年3月10日—），又名李松蔓，香港女主持及演員，現為無綫電視經理人合約藝員。

## 簡歷
李天縱於香港出生，年幼時因父母在阿根廷經營生意便跟隨到布宜諾斯艾利斯生活，且於1995至1997年間入讀當地私立小學 St. Edward's College（Colegio San Eduardo）。她10歲遷居北京，就讀北京市戲曲藝術學校附屬中學（現為北京戲曲藝術職業學院），在校時修讀民族民間舞課程，諳跳中國舞、民族舞、芭蕾舞、現代舞、肚皮舞等多種舞蹈，後來亦畢業於北京電影學院（表演系）及中國傳媒大學（播音系本科）。儘管她在香港出生，惟因自小居住外地而粵語不佳，反而能操流利的普通話和西班牙語。
2011年，李天縱返港參選《2011年度香港小姐競選》，落選後加入無綫電視，成為無綫電視基本藝人合約藝員和擔任無綫娛樂新聞台女主播。2014年，她主持無綫電視旅遊節目《漫遊南美》，因展示其豐滿身材而備受注目。2017年，她開始向鄧榮銾學習廣東話，並於該台劇集《不懂撒嬌的女人》中飾演「Tyra」一角再受注視；翌年8月則改名為「李松蔓」和改簽經理人合約。

## 演出作品

### 電視劇
| 首播       | 劇名              | 角色                                                                                    |
| 無綫電視   |                   |                                                                                         |
| 2014年     | 我們的天空        | 李 霏                                                                                   |
| 2016年     | 愛·回家之八時入席 | Amy                                                                                     |
| 2016年     | 巨輪II            | 奶 茶                                                                                   |
| 2016年     | 幕後玩家          | Jackie                                                                                  |
| 2017年     | 不懂撒嬌的女人    | Tyra                                                                                    |
| 2017年     | 燦爛的外母        | LiLi                                                                                    |
| 2018年     | 果欄中的江湖大嫂  | 媚 媚                                                                                   |
| 2018年     | 翻生武林          | 陳香蓮                                                                                  |
| 2018年     | 宮心計2深宮計     | 水 仙                                                                                   |
| 2018年     | 天命              | 葉青青                                                                                  |
| 2018年     | BB來了            | 麵店老闆娘                                                                              |
| 2018年     | 特技人            | 華 姐                                                                                   |
| 2018年     | 是咁的，法官閣下  | 禮儀師                                                                                  |
| 2018年     | 兄弟              | 鄧碩芝                                                                                  |
| 2019年     | 廉政行動2019      | 陳 儷（Daisy）                                                                          |
| 2019年     | 丫鬟大聯盟        | 楚 楚                                                                                   |
| 2020年     | 黃金有罪          | Mimi                                                                                    |
| 2021年     | 失憶24小時        | 阮夢娜                                                                                  |
| 2021年     | 愛美麗狂想曲      | 阿 爽                                                                                   |
| 2022年至今 | 愛·回家之開心速遞 | 路人（第1689、1695集）租客（第1691集）記者（第1696集）友人（第1719集）Ben母（第1921集） |
| 2022年     | 廉政行動2022      | 阿 英                                                                                   |
| 2022年     | 雙生陌生人        | Weber妻子                                                                               |
| 2023年     | 黃金萬両          | 如 意                                                                                   |
| 2023年     | 隱形戰隊          | 古 思                                                                                   |
| 2023年     | 靈戲逼人          | 遠 母                                                                                   |
| 2023年     | 你好，我的大夫    | 黎穎兒                                                                                  |
| 邵氏兄弟   |                   |                                                                                         |
| 2018年     | 飛虎之潛行極戰    | 鄧紫晴                                                                                  |
| 2023年     | 廉政狙擊          | 美 姐                                                                                   |

### 主持節目
| 首播          | 節目名          | 備註         |
| 無綫電視      |                 |              |
| 2011 - 2015年 | TVB娛樂新聞報道 | 國語主播     |
| 2014年        | 漫遊南美        | 與莫家淦合作 |

### 綜藝節目
| 首播     | 節目名                     | 備註     |
| 無綫電視 |                            |          |
| 2016年   | 萬千星輝賀台慶             | 演出嘉賓 |
| 2018年   | TVB 50+1再出發節目巡禮2019 | 嘉賓     |
| 2021年   | 明星運動會                 | 演出     |

### 歌曲
- 2016年：Amazing Summer 主題曲《乘風》

## 曾獲獎項與提名
| 年份   | 獎項                                                     | 結果 |
| 2004年 | 第一屆奧運風采禮儀之星大賽全國總決賽「亞軍、最具活力獎」 | 獲獎 |
| 2007年 | 奧運禮儀全國總決賽「全國總決賽禮儀之星獎」               | 獲獎 |
| 2007年 | 奧運禮儀全國總決賽「最具魅力獎」                         | 獲獎 |

## 外部連結
- 李天縱的新浪微博
- 李天縱的Instagram帳戶
- 李天縱的Facebook專頁（页面存档备份，存于）
- 10. 李天縱 - 2011香港小姐競選 - tvb.com